# Le Loroux
Le Loroux est une commune française située dans le département d'Ille-et-Vilaine en région Bretagne, peuplée de 618 habitants.

## Géographie

### Communes limitrophes
| Landéan   |           |                                 |
| Laignelet | Loroux    | Saint-Ellier-du-Maine (Mayenne) |
|           | Fleurigné | Larchamp (Mayenne)              |

### Hydrographie
Pour un article plus général, voir Réseau hydrographique d'Ille-et-Vilaine.
La commune est traversée par la ligne de partage des eaux entre les bassins hydrographiques Seine-Normandie et Loire-Bretagne. Elle est drainée par la Glaine, le cours d'eau 01 de Belle Vue, le cours d'eau 01 de la Croix des Vaux, le cours d'eau 02 du Loup Pendu, le fossé 01 de la Jarretière, le fossé 01 de la Sionnière, le fossé 01 de l'Epinay Huard, le fossé 10 du Rocher, le fossé 15 de la Motte, le ruisseau de la Libronnière et le ruisseau du Fouloux,,.
La Glaine, d'une longueur de 14 km, prend sa source dans la commune de Saint-Ellier-du-Maine et se jette  dans l'Airon à Louvigné-du-Désert, après avoir traversé six communes. 

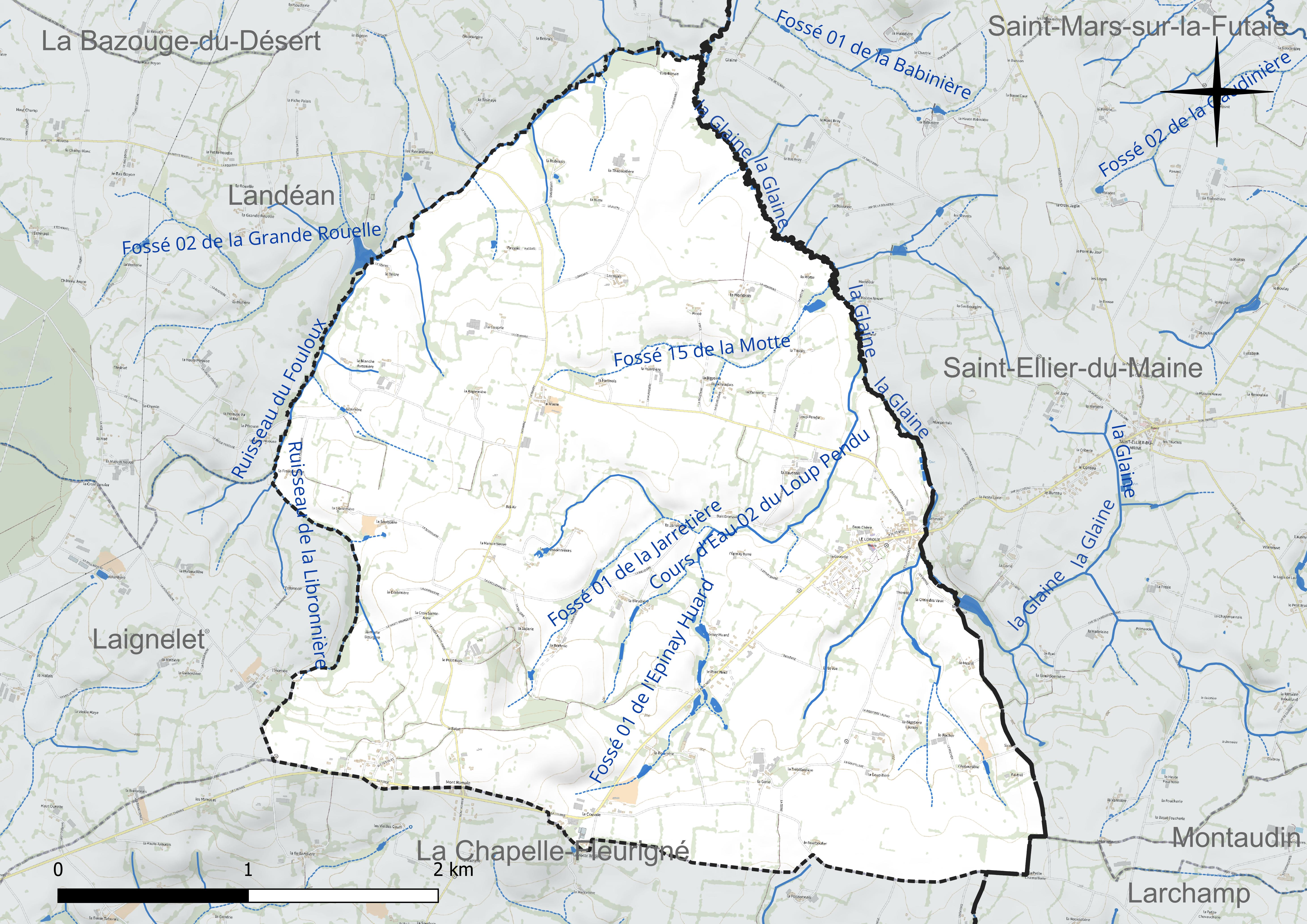
Réseau hydrographique du Loroux.

### Climat
Pour des articles plus généraux, voir Climat de la Bretagne et Climat d'Ille-et-Vilaine.
En 2010, le climat de la commune est de type climat océanique franc, selon une étude du CNRS s'appuyant sur une série de données couvrant la période 1971-2000. En 2020, Météo-France publie une typologie des climats de la France métropolitaine dans laquelle la commune est exposée à un climat océanique et est dans la région climatique  Bretagne orientale et méridionale, Pays nantais, Vendée, caractérisée par une faible pluviométrie en été et une bonne insolation. Parallèlement l'observatoire de l'environnement en Bretagne publie en 2020 un zonage climatique de la région Bretagne, s'appuyant sur des données de Météo-France de 2009. La commune est, selon ce zonage, dans la zone « Intérieur Est », avec des hivers frais, des étés chauds et des pluies modérées.  
Pour la période 1971-2000, la température annuelle moyenne est de 10,6 °C, avec une amplitude thermique annuelle de 13,4 °C. Le cumul annuel moyen de précipitations est de 965 mm, avec 14,2 jours de précipitations en janvier et 8,3 jours en juillet. Pour la période 1991-2020, la température moyenne annuelle observée sur la station météorologique la plus proche, située sur la commune de Saint-Mars-sur-la-Futaie à 6 km à vol d'oiseau, est de 11,3 °C et le cumul annuel moyen de précipitations est de 929,3 mm,. Pour l'avenir, les paramètres climatiques de la commune estimés pour 2050 selon différents scénarios d'émission de gaz à effet de serre sont consultables sur un site dédié publié par Météo-France en novembre 2022.

## Urbanisme

### Typologie
Au 1er janvier 2024, Le Loroux est catégorisée commune rurale à habitat dispersé, selon la nouvelle grille communale de densité à sept niveaux définie par l'Insee en 2022.
Elle est située hors unité urbaine. Par ailleurs la commune fait partie de l'aire d'attraction de Fougères, dont elle est une commune de la couronne,. Cette aire, qui regroupe 26 communes, est catégorisée dans les aires de 50 000 à moins de 200 000 habitants,.

### Occupation des sols
L'occupation des sols de la commune, telle qu'elle ressort de la base de données européenne d'occupation biophysique des sols Corine Land Cover (CLC), est marquée par l'importance des territoires agricoles (98,6 % en 2018), une proportion identique à celle de 1990 (98,6 %). La répartition détaillée en 2018 est la suivante : 
prairies (62,9 %), terres arables (23,3 %), zones agricoles hétérogènes (12,4 %), zones urbanisées (1,4 %). L'évolution de l'occupation des sols de la commune et de ses infrastructures peut être observée sur les différentes représentations cartographiques du territoire : la carte de Cassini (XVIIIe siècle), la carte d'état-major (1820-1866) et les cartes ou photos aériennes de l'IGN pour la période actuelle (1950 à aujourd'hui).

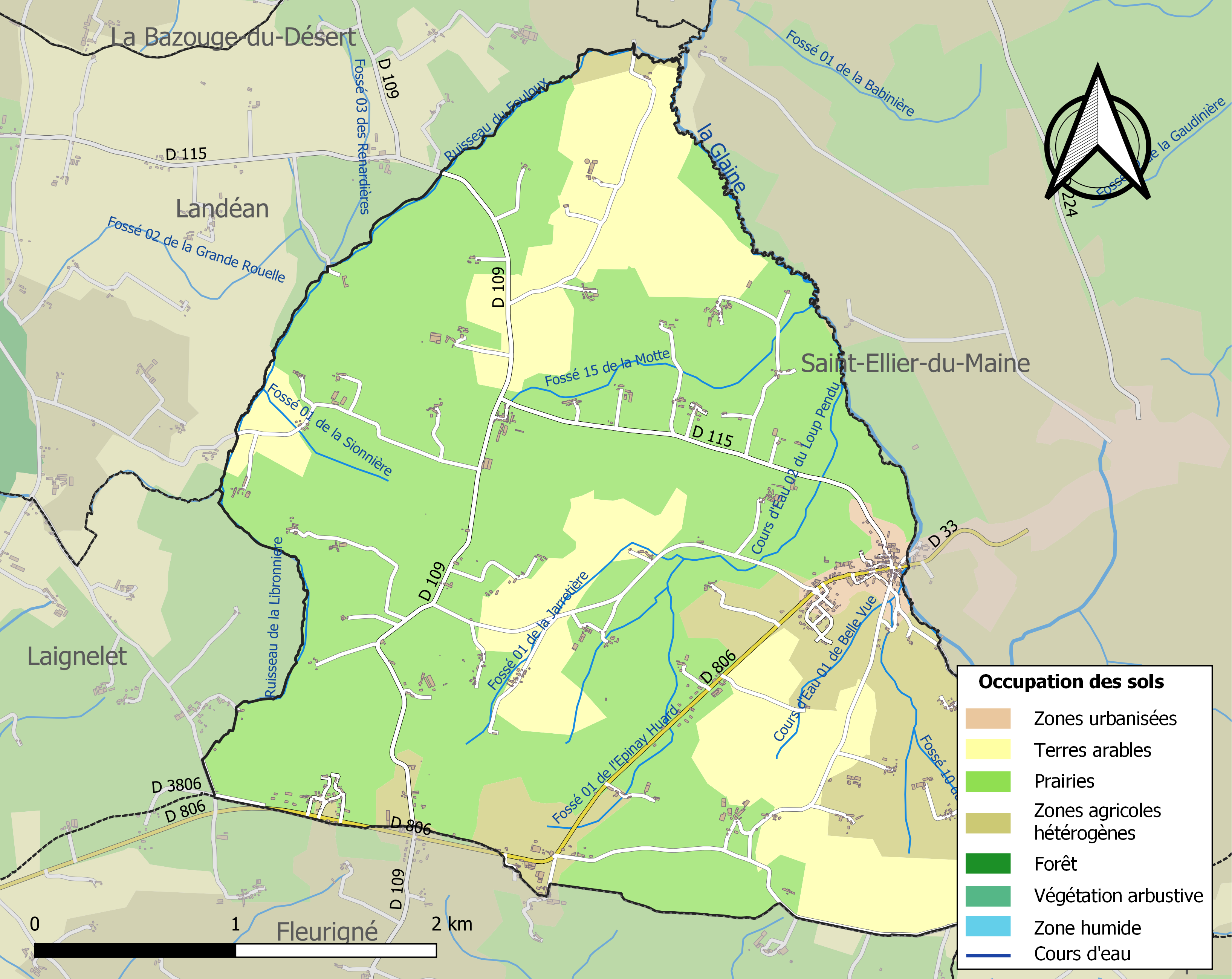
Carte des infrastructures et de l'occupation des sols de la commune en 2018 (CLC).

## Toponymie
Le nom de la localité est attesté sous la forme Loratorio en 1125,.
Une comparaison avec le Loroux-Bottereau (Loire-Atlantique, Oratorium 1073) montre qu'il s'agit du même type toponymique. Cependant, la forme latinisée d'après la forme romane, montre que l'article défini le > l' s'est déjà agglutiné au XIIe siècle.
L'élément oroux représente l'ancien français oreor issu du gallo-roman ORATOR[IU], lui-même du latin d'église oratorium « oratoire », au sens initial de « lieu où l'on prie, chapelle » et évincé par ce dernier. La forme oratoire est savante.
Homonymie avec les nombreux le Loreur, le Louroux, Lourouer-Saint-Laurent, etc. du domaine d'oïl qui présentent tous une agglutination de l'article défini. Homonymie avec les Oradour de langue d'oc.

## Histoire
Deux kilomètres au sud-est du Loroux, un lieu-dit porte encore le nom de le Carrefour et indique probablement l'intersection du chemin gravelais (un tronçon du chemin de Cocaigne) avec une voie (Chemin d'Ahès) qui venait de Carhaix et se dirigeait vers  Lisieux.

## Politique et administration

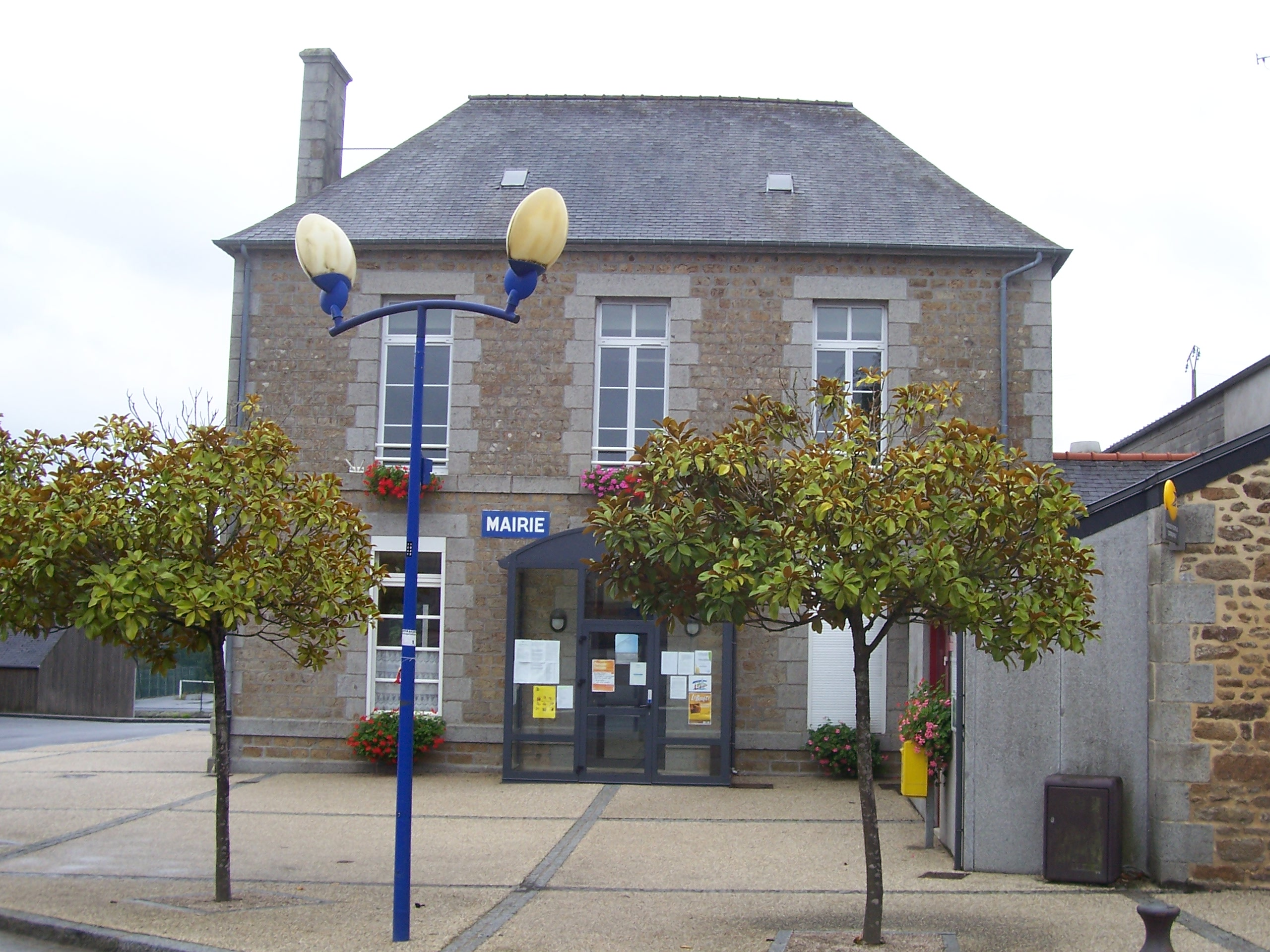
La mairie du Loroux.

| Période                                  | Période               | Identité          | Étiquette | Qualité                                     |
| ---------------------------------------- | --------------------- | ----------------- | --------- | ------------------------------------------- |
| ?                                        | novembre 1994 (décès) | Amand Gélin       |           |                                             |
| décembre 1994                            | mars 2014             | Claude Sauton     | DVD       | Technicien retraité, ancien premier adjoint |
| mars 2014                                | En cours              | Jean-Claude Brard | DVD       | Retraité, ancien premier adjoint            |
| Les données manquantes sont à compléter. |                       |                   |           |                                             |

## Démographie
L'évolution du nombre d'habitants est connue à travers les recensements de la population effectués dans la commune depuis 1793. Pour les communes de moins de 10 000 habitants, une enquête de recensement portant sur toute la population est réalisée tous les cinq ans, les populations de référence des années intermédiaires étant quant à elles estimées par interpolation ou extrapolation. Pour la commune, le premier recensement exhaustif entrant dans le cadre du nouveau dispositif a été réalisé en 2006.
En 2022, la commune comptait 618 habitants, en évolution de −5,65 % par rapport à 2016 (Ille-et-Vilaine : +5,46 %, France hors Mayotte : +2,11 %).
| 1793  | 1800  | 1806  | 1821  | 1831  | 1836  | 1841  | 1846  | 1851  |
| ----- | ----- | ----- | ----- | ----- | ----- | ----- | ----- | ----- |
| 1 196 | 1 101 | 1 100 | 1 115 | 1 094 | 1 074 | 1 077 | 1 056 | 1 086 |

| 1856  | 1861  | 1866  | 1872 | 1876 | 1881 | 1886  | 1891 | 1896 |
| ----- | ----- | ----- | ---- | ---- | ---- | ----- | ---- | ---- |
| 1 017 | 1 060 | 1 045 | 970  | 987  | 964  | 1 035 | 890  | 865  |

| 1901 | 1906 | 1911 | 1921 | 1926 | 1931 | 1936 | 1946 | 1954 |
| ---- | ---- | ---- | ---- | ---- | ---- | ---- | ---- | ---- |
| 769  | 838  | 833  | 683  | 709  | 702  | 685  | 675  | 672  |

| 1962 | 1968 | 1975 | 1982 | 1990 | 1999 | 2006 | 2011 | 2016 |
| ---- | ---- | ---- | ---- | ---- | ---- | ---- | ---- | ---- |
| 671  | 628  | 566  | 548  | 515  | 520  | 524  | 643  | 655  |

| 2021 | 2022 | - | - | - | - | - | - | - |
| ---- | ---- | - | - | - | - | - | - | - |
| 626  | 618  | - | - | - | - | - | - | - |

## Lieux et monuments
- Église paroissiale Saint-Martin.
- Chapelle Sainte-Marie, à la Motte Anger.

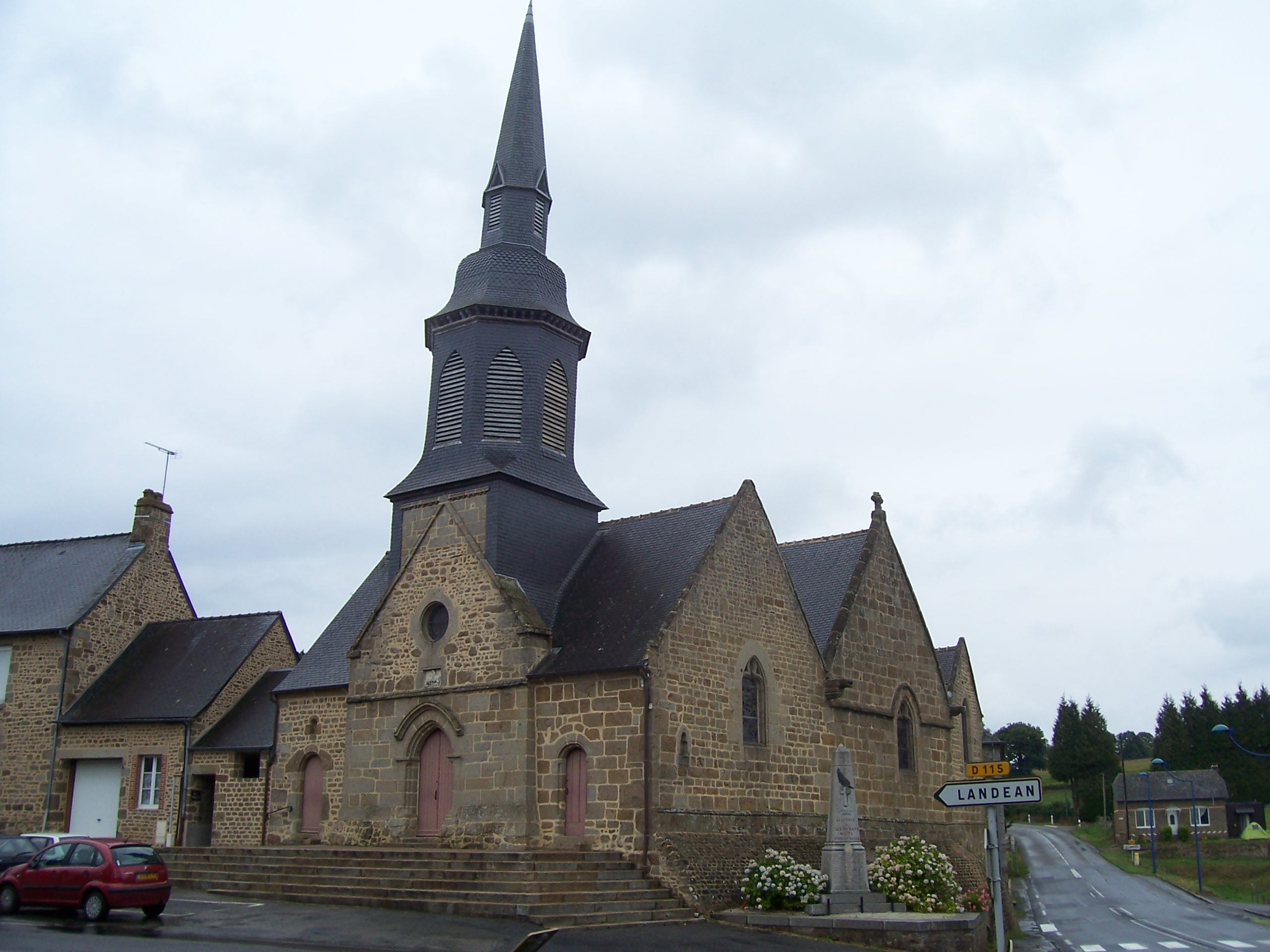
L'église Saint-Martin.
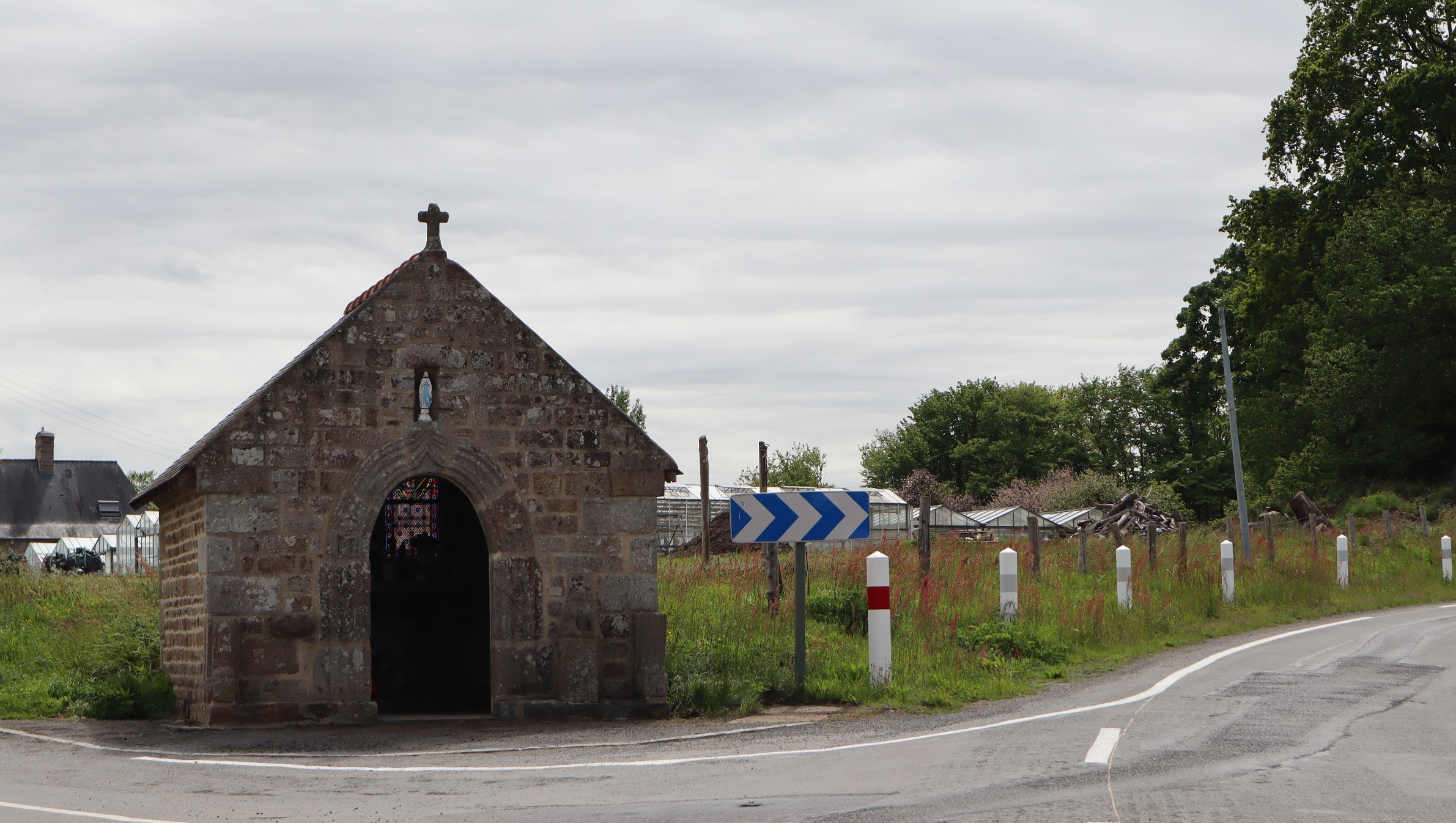
La chapelle de la Motte Anger.

## Personnalités liées à la commune
- Jacques Julien Guérin (1757-1844), général des armées de la République et de l'Empire.